# 2e brigade de spahis
Pour les articles homonymes, voir Brigade de spahis.
La 2e brigade de spahis (2e BS) est une unité de cavalerie de l'Armée française. Créée dans l'entre-deux-guerres pour faire partie d'une division de cavalerie, elle combat comme unité non endivisionnée pendant la bataille de France, dans laquelle elle disparaît.

## Avant guerre
En janvier 1925, la 2e BS fait partie de la 6e division de cavalerie. Elle est constituée par le 7e régiment de spahis algériens d'Orange et le 9e régiment de spahis algériens de Vienne.
Le 30 juillet 1925, la 2e BS part au Maroc pour combattre les Rifains. Elle forme une division de marche avec la 1re brigade de spahis. Elle revient en France au printemps 1927.
À partir de 1930, les spahis s'entraînent au combat dans les Alpes. En octobre 1936, le 7e RSA quitte Orange pour Montauban.

La brigade dans l'entre-deux-guerres
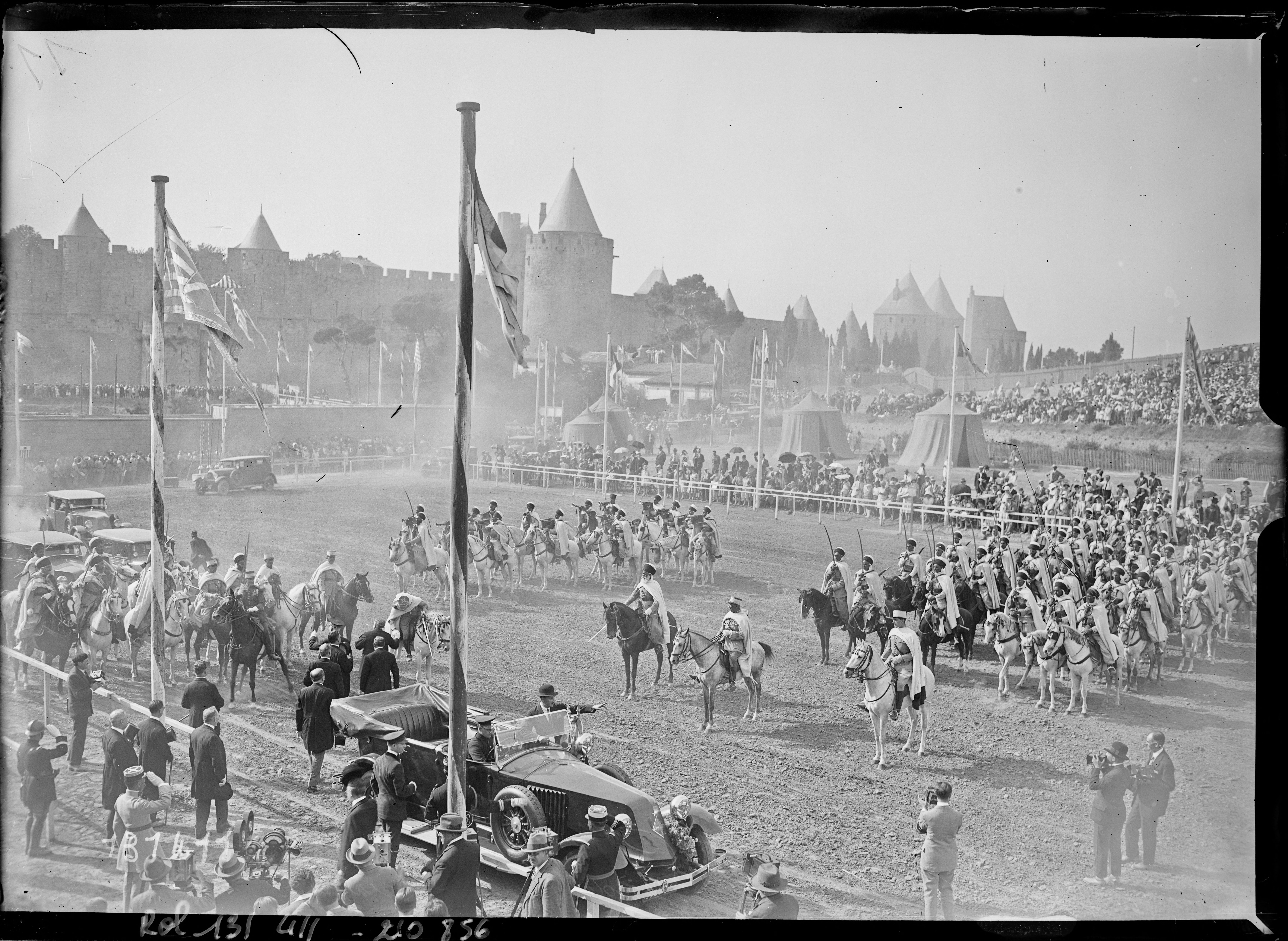
Les spahis du 7e RSA accueillent le président Doumergue le 22 juillet 1928 à Carcassonne.
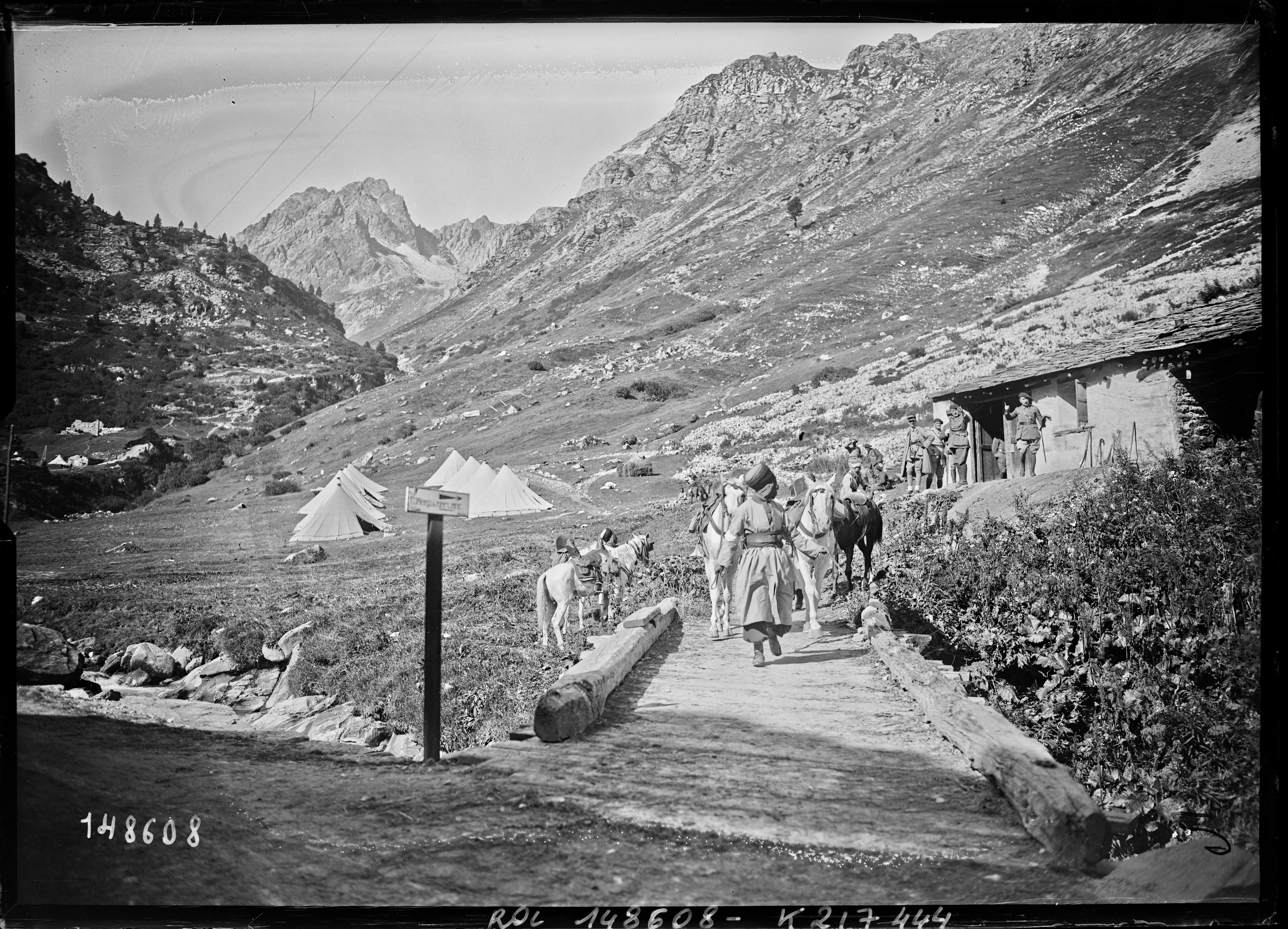
Spahis de la 2e BS en manœuvres en Haute-Maurienne en septembre 1930.
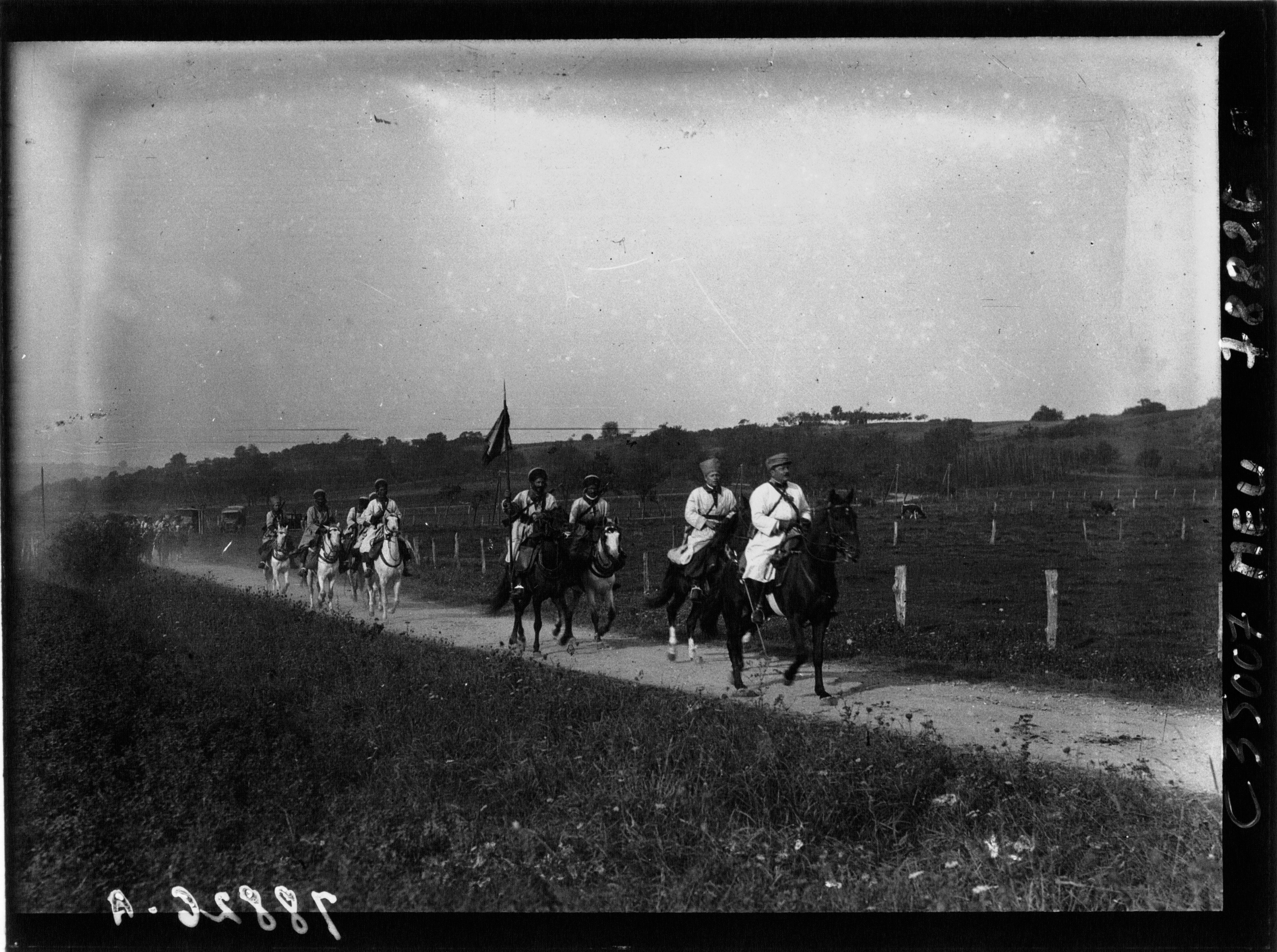
Spahis de la 2e BS en manœuvres en Lorraine en septembre 1930.
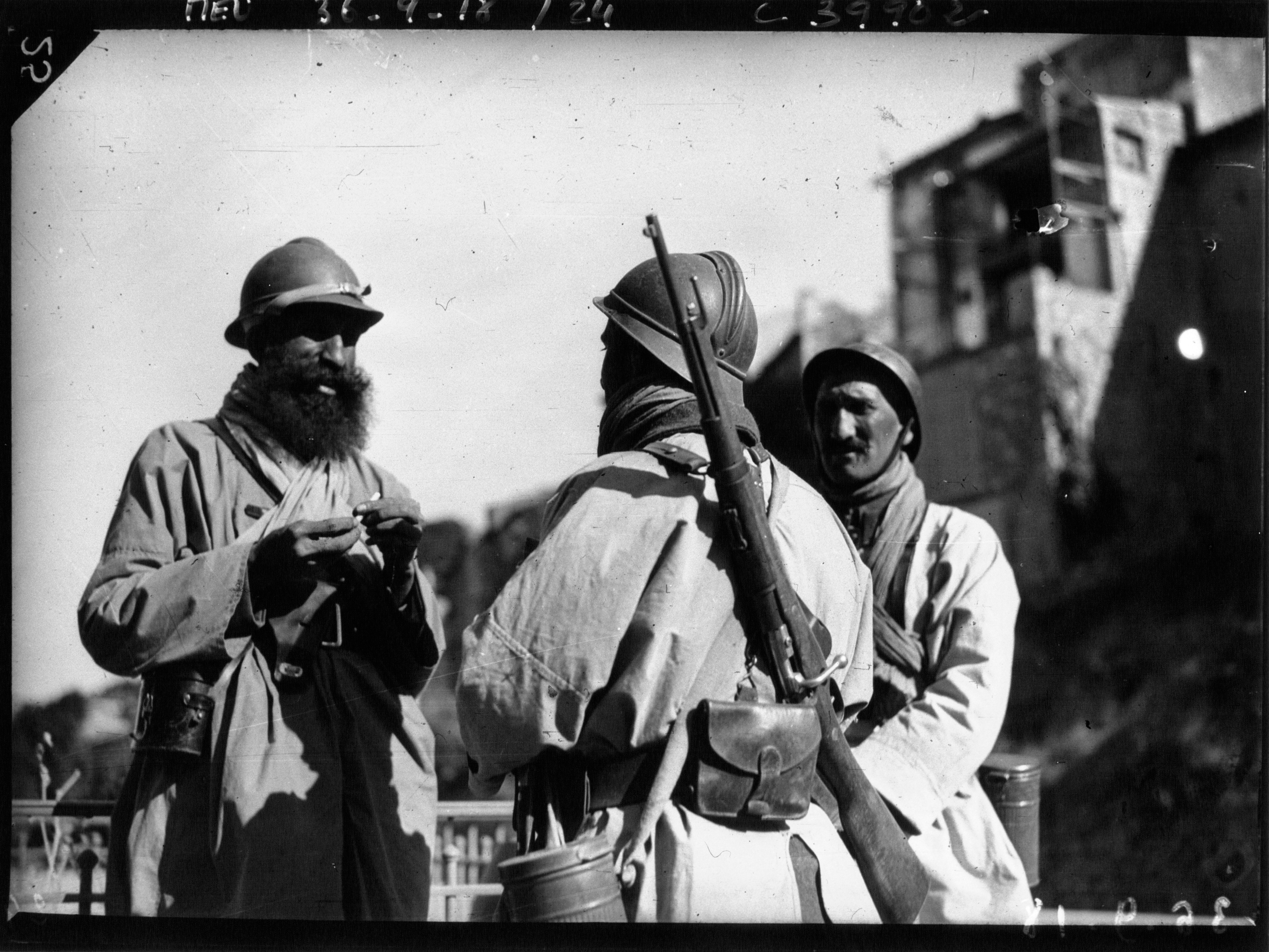
Spahis de la 2e BS lors des manœuvres du Sud-Est en septembre 1936.

## Seconde Guerre mondiale
Au début de la Seconde Guerre mondiale, la 2e BS est équipée pour mener une guerre en Europe. Ses soldats sont ainsi armés du moderne fusil MAS 36 et les régiments disposent de canons antichars de 25 mm tractés par des semi-chenillés. En revanche, toutes les brigades de spahis ne disposent que d'un état-major très réduit, aussi bien en nombre de militaires qu'en équipement, par exemple pour les transmissions. En effet, elles sont prévues pour combattre au sein d'une division, chose qui ne sera finalement pas le cas.

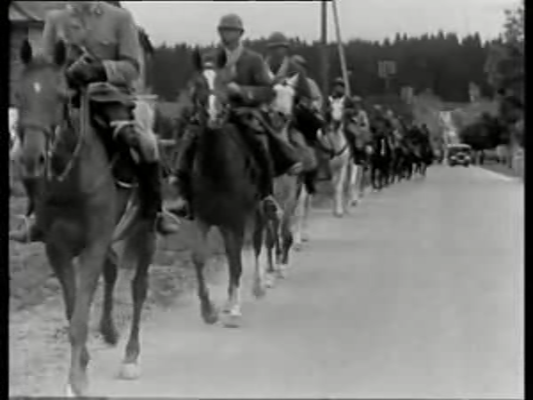
L'entrée du 7e RSA en Suisse le 20/6/1940.

Durant l'hiver 1939-1940, la brigade assure la surveillance d'une zone qui s'étend de la frontière suisse à la région de Dannemarie et Altkirch. Pour couvrir la retraite du 45e corps d'armée vers le Jura, une partie du 9e RSA s'installe le 16 juin 1940 au Trou au Loup (tunnel de Morre à Besançon) qu'il défend le lendemain au côté du 52e groupe de reconnaissance de division d'infanterie. Le reste du régiment défend Vercel du 18 au 20, seuls deux pelotons échappant à la capture. Quelques éléments du 7e RSA parviennent cependant à gagner la Suisse,,.

## Chefs de corps
- 1923 : général Bernard[10]

- 1925 : colonel puis général Maurel[1],[11]
- 1926 : général Jouin[11]
- 1926 : colonel puis général de Clavière[12]
- 1930 : colonel puis général Vicq[13],[14]
- 1933 : colonel puis général du Bois de Beauchesne[15],[16]
- 1934 : colonel Dauphinot[17]
- 1935 : colonel puis général Husson (sl)[18]
- 1938 : colonel Foiret[19],[4]
- avril - mai 1940 : colonel Peillon[4]
- mai - juin 1940 : colonel Marchal[4]